# Săhăteni (gmina)
Săhăteni – gmina w Rumunii, w okręgu Buzău. Obejmuje miejscowości Găgeni, Istrița de Jos, Săhăteni i Vintileanca. W 2011 roku liczyła 3248 mieszkańców.